# 斯梅利角

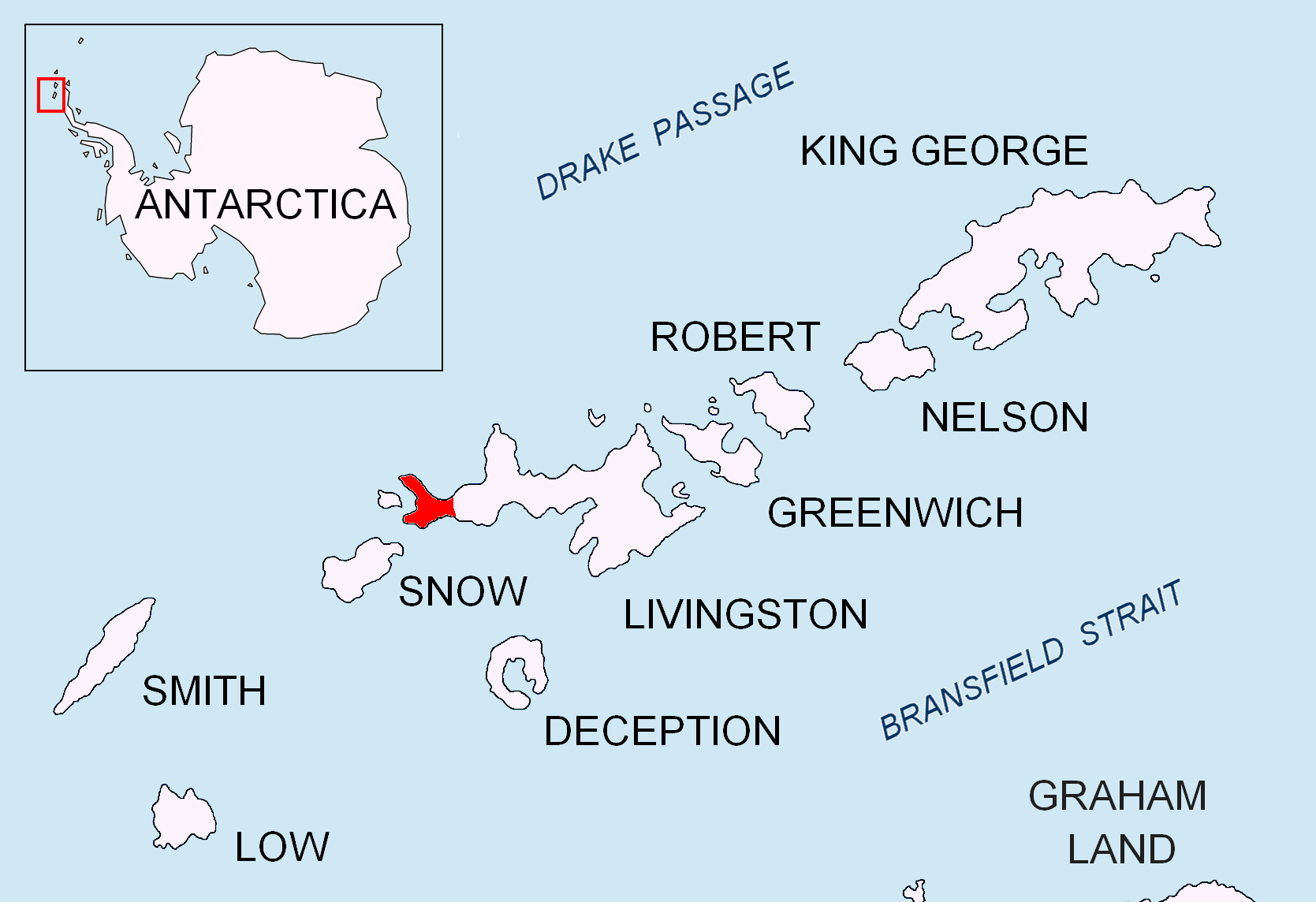

斯梅利角（英語：Point Smellie）是南極洲的海岬，位於南設得蘭群島中利文斯頓島的拜爾斯半島，處於開始角東南面7.7公里、尼科波爾角西北面3.98公里、德維爾斯角東北面2.63公里、拉德夫角東南面2.86公里。

## 外部連結
- SCAR Composite Antarctic Gazetteer（页面存档备份，存于）.

62°39′06″S 61°09′11.9″W / 62.65167°S 61.153306°W